# Ількашево
Ілька́шево (рос. Илькашево, башк. Илкәш) — село у складі Чишминського району Башкортостану, Росія. Входить до складу Алкінської сільської ради.
Населення — 210 осіб (2010; 215 в 2002).
Національний склад:
- башкири — 66 %
- татари — 27 %